# Marcel Leboutte
Marcel Leboutte foi um futebolista belga, medalhista olímpico, atuava como goleiro.
Marcel Leboutte competiu nos Jogos Olímpicos de Verão de 1900 em Paris. Ele ganhou a medalha de bronze como membro do Université de Bruxelles, que representou a Bélgica nos Jogos.